# Андреади, Герасим Панаётович
Герасим Панаётович Андреади (1912 год, Ферганская область, Туркестанский край, Российская империя — 2 октября 1993 года, с 1992 года жил  деревня Алония, община Катерини, периферия Центральная Македония, Греция) — агроном колхоза имени Ворошилова Дагвинского сельсовета Кобулетского района Аджарской АССР, Грузинская ССР. Герой Социалистического Труда (1949). Депутат Верховного Совета Грузинской ССР.

## Биография
Родился в 1912 году в Ферганской области Туркестанского края. Окончил Батумский сельскохозяйственный техникум имени В. И. Ленина в посёлке Зелёный Мыс (сегодня — Мцване-Концхи). С 1932 года — агроном колхоза имени Ворошилова Кобулетского района с усадьбой в селе Дагва, первым председателем которого с 1933 года был Христо Лавасас.
Колхозные угодья площадью 1415,6 гектара состояли из 190 гектаров чайной плантации, 157 гектаров цитрусового сада, 67 гектаров тунга, 19 гектаров различных плодовых деревьев, 21 гектаров технических культур и 4,5 гектаров виноградника. Ведущей культурой колхоза было чаеводство. Герасим Андреади, сотрудничая с учёными Чаквского филиала Института чая и субтропических культур, применял в колхозе передовые агротехнические методы, в результате чего колхоз ежегодно сдавал государству высокие урожая чая и субтропических культур. Колхоз неоднократно занимал передовые позиции по чаеводству, ежегодно получая до 3600 килограмм сортового зелёного чайного листа с площади 163,64 гектара.
В 1948 году колхоз сдал в среднем с каждого гектара 5235 килограмм сортового зелёного чайного листа на площади 33,4 гектара. Указом Президиума Верховного Совета СССР от 29 августа 1949 года удостоен звания Героя Социалистического Труда за «получение высоких урожаев сортового зелёного чайного листа и цитрусовых плодов в 1948 году» с вручением ордена Ленина и золотой медали «Серп и Молот» (№ 4516).
Этим же указом званием Героя Социалистического Труда были награждены председатель колхоза Христо Елефтерович Лавасас и одиннадцать тружеников колхоза, в том числе звеньевые Перикли Лукич Каситериди, Лазарь Диитриевич Кимициди, Стилиан Иванович Салвариди, колхозники Феофиолакт Христофорович Неаниди, Калиопи Анестиевна Павлиди, Елена Христовна Каситериди, Анести Христофорович Мурадов, Ольга Петровна Мурадова, София Дмитриевна Симвулиди, Хатиджа Мамудовна Эминадзе.
В 1957 году возглавил колхоз имени Ворошилова после ушедшего на пенсию Христо Лавасаса. Под его руководством колхоз, кроме растениеводства, стал заниматься животноводством и другими сельскохозяйственными отраслями. В колхозе были основаны молочно-товарная и свиноводческая фермы, стали развиваться шелководство и пчеловодство. Колхоз насчитывал 487 личных домохозяйств и в нём трудились 1029 колхозников.
Избирался депутатом Верховного Совета Грузинской ССР.
В 1974 году эмигрировал в Грецию. Проживал в деревне Алония, периферия Центральная Македония. Скончался в октябре 1993 года.